# Достоевский и Белинский
Знакомство начинающего писателя Фёдора Михайловича Достоевского с литературным критиком Виссарионом Григорьевичем Белинским состоялось ещё до первой публикации. Белинский высоко оценил талант молодого автора, пообещав ему большое будущее. Ещё до первой публикации критик привлёк внимание публики к новому имени, в дальнейшем продолжая отвечать на печатные негативные отзывы о его произведениях положительными рецензиями.

## Знакомство
В конце мая Достоевский читает рукопись романа «Бедные люди» Дмитрию Григоровичу, который восхищается написанным и показывает роман Николаю Некрасову. Некрасов рассказывает о новом авторе Белинскому: «Новый Гоголь явился!». После прочтения романа Белинский тоже хочет познакомиться с Достоевским. Около 1 июня 1845 года Достоевский впервые встречается с критиком, который в это время жил на углу Невского проспекта и набережной Фонтанки. Белинский: «Вам правда открыта и возвещена как художнику, досталась как дар, цените же ваш дар и оставайтесь верным и будете великим писателем!..». Достоевский ощущает «перелом навеки, что начались что-то совсем новое». В 1877 году писатель вспоминает эту встречу: «Это была самая восхитительная минута во всей моей жизни».

## Допечатные отзывы
Со 2 по 8 июня Достоевский ещё несколько раз общается с Белинским: «Первая повесть моя „Бедные люди“ восхитила его <…> в первые дни знакомства, привязавшись ко мне всем сердцем, он тотчас же бросился с самою простодушною торопливостью обращать меня в свою веру. Я нисколько не преувеличиваю его горячего влечения ко мне, по крайней мере в первые месяцы знакомства». В начале июня Белинский отзывается о «Бедных людях» как о «первом у нас опыте социального романа», восторгается талантом автора романа. Рассказывает об этом П. В. Анненкову. Не дожидаясь издания «Бедных людей», критик оставляет отзыв о будущем романе в рецензии на стихотворения Петера Штавера в июльском номере «Отечественных записок».
Лето 1845 года Достоевский проводит у брата Михаила в Ревеле, где работает над повестью «Двойник». Вернувшись в Петербург навещает Белинского, получившего воспаление легких. Критик «наставляет» молодого автора, «каким образом можно ужиться в нашем литературном мире», сообщает, что за печатный лист писатель должен требовать «не менее 200 руб. ассигнациями».
В конце сентября — начале октября Достоевский часто бывает у Белинского, который торопит «дописывать Голядкина и уже разгласил о нём во всем литературном мире и чуть не запродал Краевскому». Позже в 1877 году в «Дневнике писателя» Достоевский вспоминал: «Белинский, с самого начала осени 45-го года, очень интересовался этой новой моей работой. Он оповестил об ней, ещё не зная её, Андрея Александровича Краевского, у которого работал в журнале, с которым я и уговорился, что эту новую повесть „Двойник“, я, по окончании, дам ему в „Отечественные записки“ для первых месяцев наступающего 46-го года».
Около 10 ноября на вечере у Белинского Достоевский знакомится с И. С. Тургеневым. После чтения «Романа в девяти письмах» Белинский «теперь уверен в Достоевском совершенно», так как тот может «браться за совершенно различные элементы». Осенью 1845 года Некрасов предлагает совместно издавать комический альманах «Зубоскал», для которого Достоевский задумывает написать «Записки лакея о своем барине» и пишет объявление в «Отечественных записках». Белинский по этому поводу отмечает, что Достоевский не должен «профанировать себя». 16 ноября в письме брату Михаилу писатель сообщает, что Белинский его «охраняет от литературных антрепренёров».
Около 3 декабря на вечере у Белинского Достоевский читает первые три главы незаконченной повести «Двойник». Григорович вспоминал: «Белинский сидел против автора, жадно ловил каждое его слово и местами не мог скрыть своего восхищения, повторяя, что один только Достоевский мог доискаться до таких изумительных психологических тонкостей». Судя по воспоминаниям Анненкова, Белинский высоко оценил «силу и полноту разработки оригинально-странной темы», отметив «необходимость более легкой передачи своих мыслей» и посоветовав «освободиться от затруднений изложения».
25 декабря 1845 года Белинский заявляет об уходе из «Отечественных записок», так как возмущён, что А. А. Краевский распускает слухи, что «лишь из великодушия держит» критика. Белинский задумывает свой литературный альманах, принять участие в котором приглашает Достоевского, Н. А. Некрасова, И. С. Тургенева, И. И. Панаева.

## Критика первых произведений
1 января 1846 года в первом номере «Отечественных записок» Белинский впервые привлекает внимание публики к Достоевскому, пока не называя имени: «наступающий год <…> должен сильно возбудить внимание публики одним новым литературным именем, которому, кажется, суждено играть в нашей литературе одну из таких ролей, какие даются слишком немногим». 21 января 1846 года роман «Бедные люди» были впервые напечатаны в «Петербургском сборнике» с авторским жанровым подзаголовком «роман». 1 февраля 1846 года во втором номере журнала «Отечественные записки» с подзаголовком «Приключения господина Голядкина» впервые была опубликована повесть «Двойник». Здесь же Белинский, помимо представления нового произведения, снова положительно отзывается об авторе «Бедных людей»: «имя совершенно неизвестное и новое, но которому, как кажется, суждено играть значительную роль в нашей литературе». В статье «Новый критикан» первые произведения Достоевского называет «произведениями, которыми для многих было бы славно и блистательно даже закончить свое литературное поприще; но так начинать — это, в добрый час молвить! что-то уж слишком необыкновенное».
6 февраля 1846 года Белинский письменно уведомляет А. А. Краевского об уходе с 1 апреля из «Отечественных записок». Критик задумывает издавать свой альманах, для успеха которого Достоевский обещал написать ему повесть «Сбритые бакенбарды». В своих критических статьях Белинский продолжает высоко оценивать талант Достоевского: «Нельзя не согласиться, что для первого дебюта „Бедные люди“ и непосредственно за ним „Двойник“ — произведения необыкновенного размера и что так ещё никто не начинал из русских писателей <…> подобный дебют ясно указывает на место, которое со временем займет г. Достоевский в русской литературе». Критик положительно оценивает социальную направленность «Бедных людей» и вступает в полемику с негативными отзывами на повесть «Двойник». Про Достоевского пишет: «много в продолжение его поприща явится талантов, которых будут противопоставлять ему, но кончится тем, что о них забудут именно в то время, когда он достигнет апогея своей славы».

## Левиафан
2 марта передаёт в Цензурный комитет сборник статей объёмом 485 страниц. 20 марта окончательно определяется название задуманного альманаха — «Левиафан». Для этого сборника Достоевский пишет «Сбритые бакенбарды» и «Повесть об уничтоженных канцеляриях», оставшиеся незавершёнными. 26 марта Белинский переносит издание альманаха на осень. 1 октября И. И. Панаев пишет, что альманах Белинского не имел шансов на успех, в частности, потому что Достоевский и Гончаров «без церемоний объявили, что они не могут отдать Белинскому статей, обещанных ими, ибо-де они — люди бедные и им нужны деньги сейчас, а от Белинского они имеют ещё только отдаленные надежды на деньги». 18 октября Белинский даёт согласие на использование материалов «Левиафана» в журнале «Современник».
До 17 декабря Достоевский продолжает «бывать» у Белинского, который «все хворает, но с надеждами».